# (410) Chloris
(410) Chloris ist ein Asteroid des mittleren Hauptgürtels, der am 7. Januar 1896 vom französischen Astronomen Auguste Charlois am Observatoire de Nice bei einer Helligkeit von 12,5 mag entdeckt wurde.
Der Asteroid ist benannt nach Chloris, der Blumengöttin, die Zephyr heiratete. Chloris ist auch der Name einer Tochter von Amphion und Niobe, die Neleus, den König von Pylos, heiratete und die Mutter von Nestor, elf weiteren Söhnen und einer Tochter war. Alle ihre Söhne außer Nestor wurden von Herakles getötet.

## Wissenschaftliche Auswertung
Mit Daten radiometrischer Beobachtungen im Infraroten aus dem Jahr 1974 vom Cerro Tololo Inter-American Observatory (CTIO) in Chile wurden für (410) Chloris erstmals Werte für den Durchmesser und die Albedo von 135 km und 0,03 bestimmt. Aus Ergebnissen der IRAS Minor Planet Survey (IMPS) wurden 1992 Angaben zu Durchmesser und Albedo für zahlreiche Asteroiden abgeleitet, darunter auch (410) Chloris, für die damals Werte von 123,6 km bzw. 0,06 erhalten wurden. Eine Auswertung von Beobachtungen durch das Projekt NEOWISE im nahen Infrarot führte 2011 zu vorläufigen Werten für den Durchmesser und die Albedo im sichtbaren Bereich von 118,9 km bzw. 0,04. Nach der Reaktivierung von NEOWISE im Jahr 2013 und Registrierung neuer Daten wurden die Werte 2015 zunächst mit 96,8 km bzw. 0,06 angegeben und dann 2016 korrigiert zu 99,6 oder 106,7 km bzw. 0,06 oder 0,05, diese Angaben beinhalten aber größtenteils hohe Unsicherheiten.
Photometrische Messungen des Asteroiden fanden erstmals statt am 15. und 16. September 1979 am CTIO. Zusammen mit Messungen vom 29. September bis 28. Oktober 1979 am Table Mountain Observatory in Kalifornien konnte eine Lichtkurve erstellt werden, aus der eine Rotationsperiode von 32,50 h bestimmt wurde. Aus einer Beobachtung während der Opposition im Jahr 1990 mit dem Carlsberg-Meridiankreis am Roque-de-los-Muchachos-Observatorium auf La Palma wurde eine Rotationsperiode von 32,53 h abgeschätzt.
Mit einer Auswertung photometrischer Daten des Lowell-Observatoriums und des Gaia DR2-Katalogs konnte dann im Jahr 2019 mit der Methode der konvexen Inversion erstmals ein dreidimensionales Gestaltmodell des Asteroiden für zwei alternative Positionen der Rotationsachse nahezu in der Ebene der Ekliptik gelegen und eine Periode von 32,9963 h bestimmt werden.
Zwischen 2012 und 2018 wurden mit der All-Sky Automated Survey for Supernovae (ASAS-SN) auch photometrische Daten von 20.000 Asteroiden aufgezeichnet. Auf mehr als 5000 davon konnte erfolgreich die Methode der konvexen Inversion angewendet werden, darunter auch (410) Chloris, für die in einer Untersuchung von 2021 ein verbessertes dreidimensionales Gestaltmodell für zwei alternative Rotationsachsen mit prograder Rotation und einer Periode von 32,497 h berechnet wurde.
Im Jahr 2023 wurde aus photometrischen Messungen von Gaia DR3 erneut ein dreidimensionales Gestaltmodell des Asteroiden für zwei alternative Rotationsachsen mit prograder Rotation und einer Periode von 32,498 h berechnet.
Abschätzungen von Masse und Dichte für den Asteroiden (410) Chloris aufgrund von gravitativen Beeinflussungen auf Testkörper hatten in einer Untersuchung von 2012 zu als unrealistisch bewerteten Ergebnissen geführt.

## Chloris-Familie
(410) Chloris ist namensgebendes und größtes Mitglied einer Asteroidenfamilie mit ähnlichen mittleren Bahneigenschaften, wie eine Große Halbachse von 2,75 AE, eine Exzentrizität von 0,25 und eine Bahnneigung von 8,8°. Die mittlere Albedo liegt bei 0,08. Der Chloris-Familie wurden im Jahr 2019 etwa 120 Mitglieder zugerechnet, ihr Alter wird auf etwa 200 Mio. Jahre geschätzt.